# Gare de Sens
Gare de Sens vasútállomás Franciaországban, Sens településen.

## Vasútvonalak
Az állomást az alábbi vasútvonalak érintik:
- Párizs–Marseille-vasútvonal
- Montargis-Sens-vasútvonal

## Kapcsolódó állomások
A vasútállomáshoz az alábbi állomások vannak a legközelebb:
- Paris Gare de Bercy (Paris Gare de Bercy)
- Gare de Laroche - Migennes (Gare de Corbigny)
- Gare de Laroche - Migennes (Gare d’Avallon)
- Gare d’Étigny - Véron
- Gare de Pont-sur-Yonne